# Bucrates malivolans
Bucrates malivolans är en insektsart som först beskrevs av Scudder, S.H. 1878.  Bucrates malivolans ingår i släktet Bucrates och familjen vårtbitare. Inga underarter finns listade i Catalogue of Life.